# Андреј Богићевић
Андреј Богићевић (Лозница, 3. јануар 2002) српски је фудбалер који тренутно наступа за Спартак из Суботице. 

## Клупска каријера
Богићевић је фудбал заиграо са седам година, први клуб му је био Јадар из Горњег Добрића. Потом је прешао у Лозницу, а онда у Савацијум из Шапца. Када је на утакмици дао два гола Партизану, добио је позив Момчила Моце Вукотића да се придружи млађим категоријама тог клуба. Најпре је играо пријатељске утакмице где се головима доказао и задужио прву регистрацију у Партизану. Из Партизана је прешао у Чукарички са којим је потписао стипендијски уговор. Са Бановог брда се преселио у Вождовац, а потом у Графичар. Први професионални уговор је Богићевић потписао са чајетинским Златибором на полусезони 2020/21. у Суперлиги Србије. До краја те сезоне забележио је 11 наступа у највишем рангу српског фудбалског такмичења. Последњег дана августа 2021. потписао је четворогодишњи уговор са Спартаком из Суботице.

## Статистика

### Клупска
Ажурирано 18. новембра 2021.
|                   |          |                  |    |   |   |   |   |   |   |   |    |   |  |  |
| Златибор Чајетина | 2020/21. | Суперлига Србије | 11 | 0 | — | — | — | — | — | — | 11 | 0 |  |  |
| Златибор Чајетина | 2021/22. | Прва лига Србије | 0  | 0 | — | — | — | — | — | — | 0  | 0 |  |  |
| Златибор Чајетина | Укупно   | Укупно           | 11 | 0 | — | — | — | — | — | — | 11 | 0 |  |  |
|                   |          |                  |    |   |   |   |   |   |   |   |    |   |  |  |
| Спартак Суботица  | 2021/21. | Суперлига Србије | 0  | 0 | 1 | 0 | — | — | — | — | 1  | 0 |  |  |
|                   |          |                  |    |   |   |   |   |   |   |   |    |   |  |  |
| Каријера          | Каријера | Каријера         | 11 | 0 | 1 | 0 | — | — | — | — | 12 | 0 |  |  |
|                   |          |                  |    |   |   |   |   |   |   |   |    |   |  |  |